# ダーティ・メリー/クレイジー・ラリー
『ダーティ・メリー/クレイジー・ラリー』（原題：Dirty Mary, Crazy Larry）は、1974年制作のアメリカ合衆国のカーアクション映画。原作はリチャード・ユネキス『追跡―チェイス』。アメリカン・ニューシネマの1作にあげられる。
高級スーパーマーケットから現金を強奪した若者3人組と、それを追う警察とのカー・アクションを描く。

## 概要
以下は、映画公開時のチラシの記載より。
- 撮影中にクラッシュさせたパトカーは50台。
- ラリー役のピーター・フォンダはスタント無し。自身でシボレー・インパラ、ダッジ・チャージャーを運転している。

本作では主人公3人組の逃走車両としてシボレー・インパラ、ダッジ・チャージャーが活躍することから、日本ではアメ車好きに支持される映画となっている。
後半に繰り広げられるダッジ・チャージャーとヘリコプターのチェイスシーンは（コンピュータグラフィックスの無い時代の作品であるから当然ではあるが）荒っぽいが、それゆえにリアリティもあるアクションシーンに仕上がっている。
ピーター・フォンダは、ベトナム戦争に起因する反戦・反アメリカ政府ムーブメントの代表者の1人であり、ピーター・フォンダ演じる主人公ラリー・レイダーの無軌道さに反映されている。
ベルボトムのジーンズにヘソ出し衣装、目をむいて悪態をつくメリーの姿はいかにもなアバズレ女ぶりであり、通常なら相手をする男性がひるむことになるが、そんなメリーとぶつかりながらもラリーがクールにあしらうところも見どころに挙げられる。
逃走劇としての本作は衝撃的な結末を迎えるが、福田和也は「逃避行物は終わり方が難しい」として本作を例に「ああでもしなければ終わらない」としている。
クエンティン・タランティーノは映画『デス・プルーフ in グラインドハウス』（2007年）の公開時にカー・ムービーのベストとして『バニシング・ポイント』、『マッドマックス』と共に本作を挙げている。

## あらすじ
NASCARレーサーのラリーとメカニックのディークは新しいレース用の車を手に入れるために、ある町のスーパーマーケットから現金を強奪する計画を立てる。
スーパーマーケット店長スタントンの家から現金を強奪するのにまんまと成功したが、前夜、ラリーが一晩を共にした女メリーが入り込んできて、3人で逃げる羽目になる。
警察はヘリコプターに乗ったフランクリン部長の指揮のもと、威信をかけて3人を追跡するが、ラリーの巧みなハンドルさばきに翻弄され、警察無線を傍受されていたこともあり、追跡はままならず、フランクリン部長のヘリコプターも燃料切れで追跡から脱落する。しかし、フランクリン部長は無線傍受を逆手に取り、不時着したヘリコプターからパトカーへの虚偽の指示（実際は別の場所を走っているパトカーに、ラリーらの車の行く手を遮る方向に向かうように指示する）でラリーらを追いつめるが、ラリーらはパトカーからの返信内容からトリックを見破る。無線指示では封鎖されているはずの踏切には誰もいなかった。
この踏切を抜ければ、完全に警察の追手を振り切ることができる。喜ぶ3人に、唐突に、そしてあっけない結末が訪れる。

## キャスト
| 役名                           | 俳優                   | 日本語吹替                     | 日本語吹替                                                                   |
| 役名                           | 俳優                   | 東京12ch版                     | フジテレビ版                                                                 |
| ------------------------------ | ---------------------- | ------------------------------ | ---------------------------------------------------------------------------- |
| ラリー・レイダー               | ピーター・フォンダ     | 徳丸完                         | 津嘉山正種                                                                   |
| メリー・クームズ               | スーザン・ジョージ     | 山本嘉子                       | 井上瑤                                                                       |
| ディーク・ソマーズ             | アダム・ローク         | 中田浩二                       | 東野英心                                                                     |
| エヴェレット・フランクリン部長 | ヴィック・モロー       | 田中信夫                       | 田中信夫                                                                     |
| カール・ドナヒュー署長         | ケネス・トビー         |                                | 島宇志夫                                                                     |
| ジョージ・スタントン           | ロディ・マクドウォール |                                | 青野武                                                                       |
| ハンク                         | ユージン・ダニエルズ   |                                | 安田隆                                                                       |
| エヴリン・スタントン           | リン・ボーデン         |                                |                                                                              |
| シンディ・スタントン           | エイドリアン・ハーマン |                                |                                                                              |
| 不明 その他                    |                        |                                | 前田敏子 納谷六朗 坂井志満 小宮和枝 池田勝 石森達幸 藤城裕士 千葉繁 沢木郁也 |
|                                |                        |                                |                                                                              |
| 演出                           | 演出                   |                                | 山田悦司                                                                     |
| 翻訳                           | 翻訳                   |                                | 宇津木道子                                                                   |
| 効果                           |                        |                                |                                                                              |
| 調整                           |                        |                                |                                                                              |
| 制作                           | 制作                   |                                | 千代田プロダクション                                                         |
| 解説                           | 解説                   | ハンス・プリングスハイム       | 高島忠夫                                                                     |
| 初回放送                       | 初回放送               | 1977年10月6日 『木曜洋画劇場』 | 1981年8月29日 『ゴールデン洋画劇場』                                         |

※フジテレビ版吹替はBD&DVDコレクターズ・エディションに収録。

## 登場する車種
- シボレー・インパラ
- ダッジ・チャージャー - 1969年型。ナンバープレートは「938 DAN」[5]。